# Anastasia Pavlova
Pour les articles homonymes, voir Pavlov.
Anastasia Pavlova (en ukrainien : Анастасі́я Владисла́вівна Па́влова), née le 9 février 1995 à Nova Kakhovka, est une archère ukrainienne.

## Biographie
Aux championnats du monde en salle de 2014 tenus à Nîmes, Anastasia Pavlova est médaillée de bronze en individuel ; de plus elle bat l'Allemagne avec Lidiia Sichenikova et Veronika Marchenko et obtient la médaille d'or par équipe,.
Médaillée de bronze par équipe aux Jeux européens de 2015 à Bakou, elle remporte la médaille d'or par équipe et la médaille de bronze par équipe mixte aux championnats d'Europe de 2016 à Nottingham.
Elle est médaillée de bronze par équipe  aux championnats d'Europe en salle de 2017 à Vittel, aux championnats du monde en salle de 2018 à Yankton et aux championnats d'Europe en salle de 2019 à Samsun.
En 2022, elle décroche la médaille de bronze en individuel et l'or en équipe aux championnats d'Europe de tir à l'arc en salle.
Elle est porte drapeau de la délégation ukrainienne durant la cérémonie d'ouverture des Jeux européens de 2023 où elle remporte la médaille d'argent par équipes avec Ivan Kozhokar.